# Амосов, Александр Иванович
Алекса́ндр Ива́нович Амо́сов (14 сентября 1918, Супроново, Череповецкий район — 24 марта 1944, Новоодесский район, Николаевская область) — советский военный лётчик штурмовой авиации, участник Великой Отечественной войны, Герой Советского Союза (2.08.1944; посмертно). Лейтенант (1944).

## Биография
Родился 14 сентября 1918 года в деревне Супроново (ныне Череповецкий район, Вологодская область) в крестьянской семье. По национальности русский.
Окончил Верещенскую семилетнюю школу. В 1933—1934 годах работал секретарём сельского совета. Потом переехал в Сталинск, где работал манёвренным диспетчером на железнодорожной станции Сталинск. Также учился в Сталинском аэроклубе. Член ВКП(б) с 1939 года.
Призван в ряды Красной Армии в марте 1940 года. В 1943 году оканчивает Новосибирскую военную авиационную школу пилотов. С августа 1943 года — участник боёв Великой Отечественной войны. Был направлен в 672-й штурмовой авиационный полк на Юго-Западный фронт. Участник Донбасской, Мелитопольской, Нижнеднепровской, Березнеговато-Снегирёвской наступательных операциях.
Заместитель командира эскадрильи 672-го штурмового авиационного полка 306-й штурмовой авиационной дивизии 9-го Одесского смешанного авиационного корпуса 17-й воздушной армии 3-го Украинского фронта лейтенант Амосов совершил 150 боевых вылетов. 24 марта 1944 года в воздушном бою в районе села Касперовка (ныне в черте города Новая Одесса Николаевской области) погиб. Похоронен в селе Себино Николаевской области Украины.
Указом Президиума Верховного Совета СССР от 2 августа 1944 года «за образцовое выполнение боевых заданий Командования на фронте борьбы с немецкими захватчиками и проявленные при этом отвагу и геройство» лейтенанту Амосову Александру Ивановичу посмертно присвоено звание Героя Советского Союза.

## Награды
- Медаль «Золотая Звезда» Героя Советского Союза (02.08.1944)
- Орден Ленина (02.08.1944)
- Орден Красного Знамени (25.01.1944)
- Орден Отечественной войны I степени (20.01.1944)
- Орден Красной Звезды (27.08.1943)

## Память
- На месте гибели Героя установлен памятный знак.